# 法瑞斯·埃爾巴克
法瑞斯·易卜拉欣·赛义德·哈苏纳·埃爾巴克（阿拉伯語：فارس ابراهيم سعد حسونة الباخ，Fares Ibrahim Saed Hassouna El-Bakh，1998年6月4日—）是埃及裔卡塔尔举重运动员。他在2020年东京奥运会上获得金牌，这是卡塔尔歷史上首枚奧運金牌。